# Xénolithe
Ne doit pas être confondu avec Xénocristal.

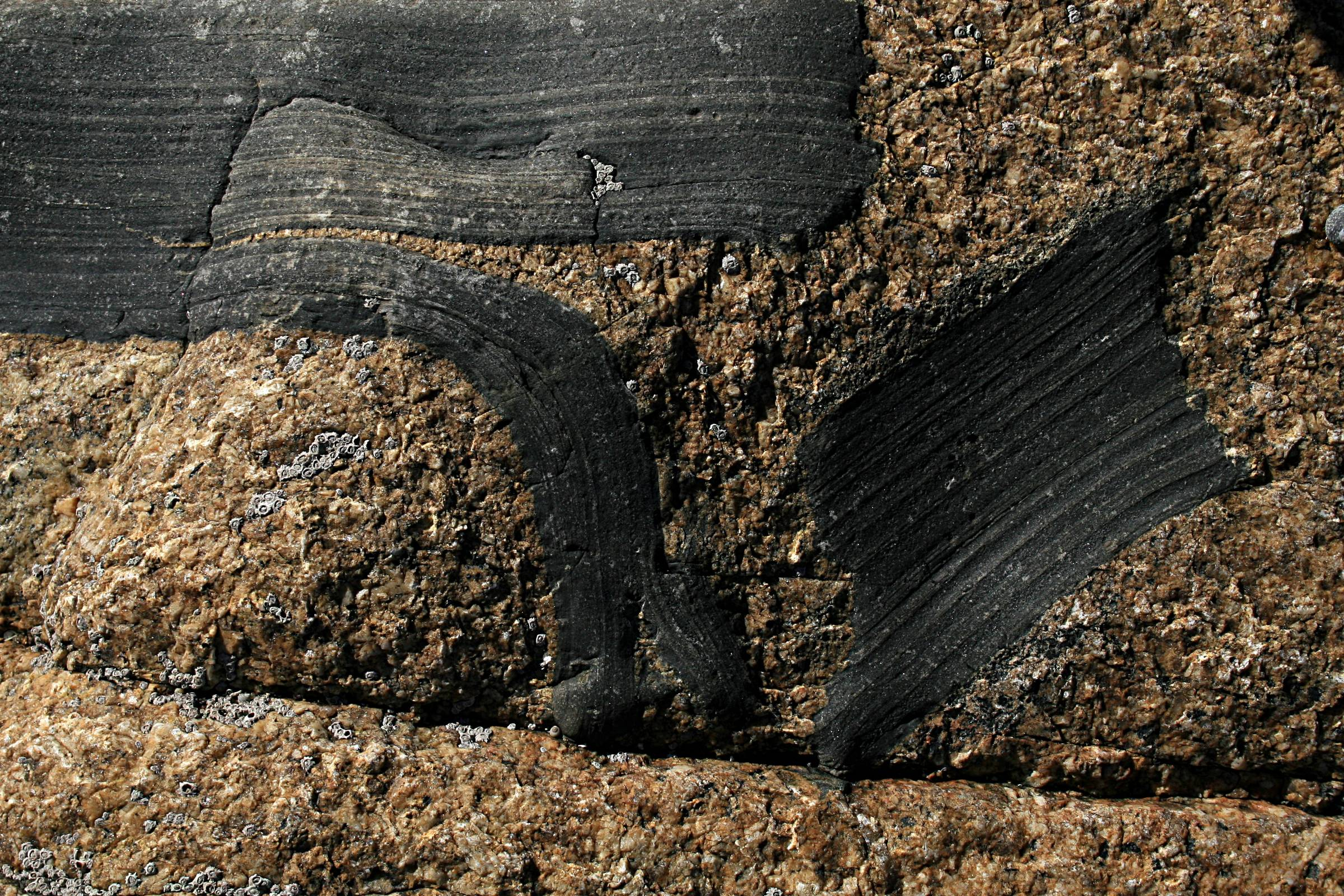
Enclaves angulaires d'encaissant dans le granite de Ploumanac'h (île Milliau) : des cornéennes sombres témoignent de la mise en place « en force » du granite rose dans l'encaissant qui est dilacéré et dont plusieurs fragments noirs (les xénolithes) ont été arrachés.

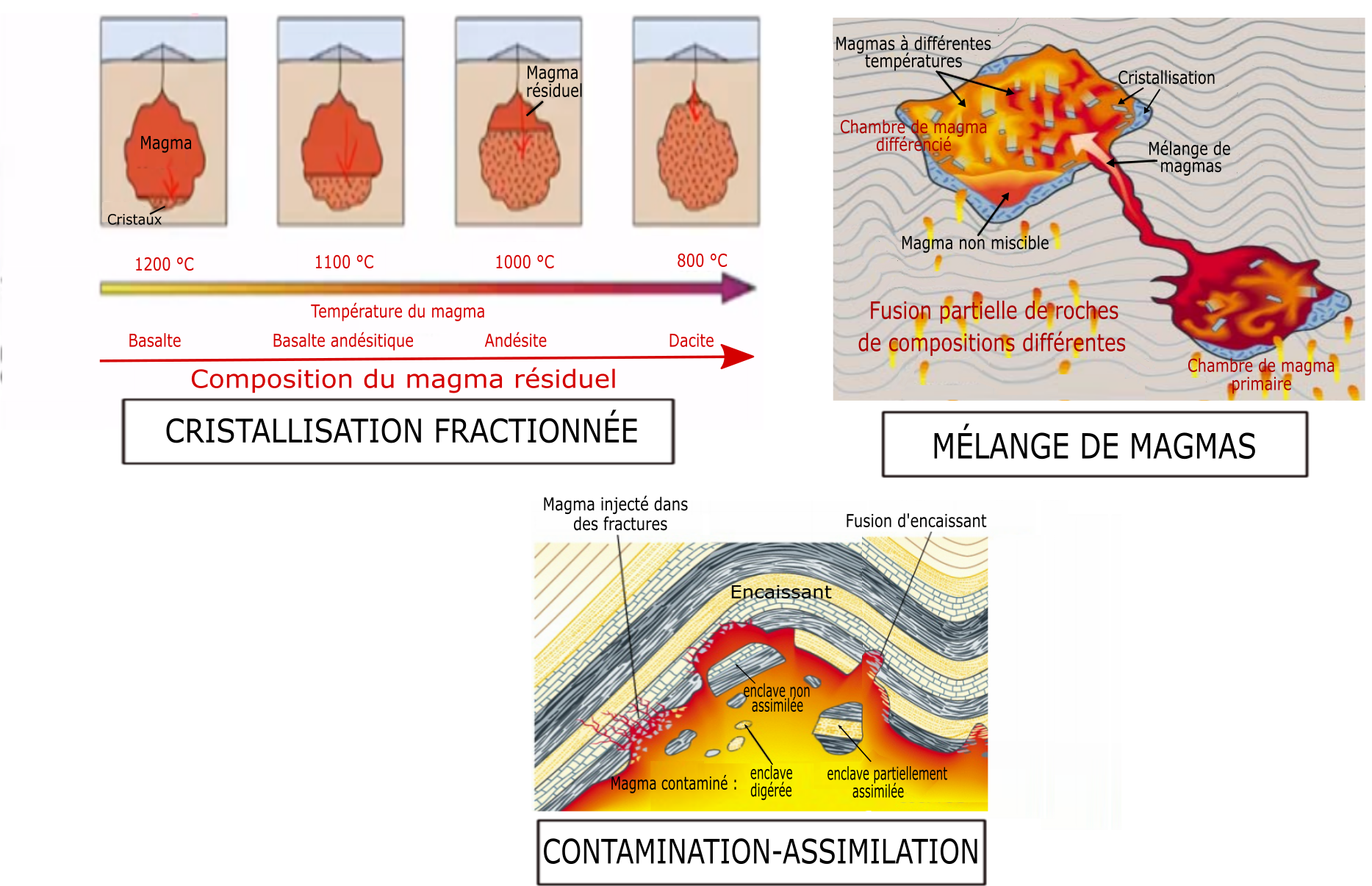
Types d'enclaves lors du processus de contamination-assimilation.

Un xénolithe (du grec ancien xenos et lithos, signifiant "roche étrangère") est une enclave d'une roche incluse dans une roche différente et dont elle n'est pas issue. Cette appellation est spécifique aux roches magmatiques (volcaniques et plutoniques). Par exemple, les basaltes qui contiennent des xénolithes de manteau fait de péridotites.
Les géologues distinguent le xénolithe qui est un type de roche ne provenant pas de la roche hôte, et l'autolithe, qui est une roche emballée dans une autre mais qui a la même origine (enclaves homéogènes ou cogénétiques).
Selon le principe d'inclusion, toute roche incluse dans une autre lui est antérieure.

## Principaux types d'enclaves
Les roches magmatiques, et notamment les granites sensu lato (granitoïdes) contiennent trois types principaux d'enclaves :
- des enclaves anguleuses, correspondant à des fragments d'encaissant tombés du toit de la chambre magmatique (phénomène de « magmatic stopping » lorsque la roche magmatique est trop refroidie et trop solidifiée pour assimiler ces fragments, formant ainsi des « brèches magmatiques »), ou arrachés aux parois et entraînés par le magma lors de sa remontée ;
- des enclaves arrondies surmicacées (accumulation autolithique de micas), résidus de fusion partielle, arrachés aux migmatites lors de l'extraction du magma ;
- des enclaves arrondies basiques, à structure de roche magmatique micro-grenue ou grenue. Elles correspondant à un mélange non miscible de magmas dont la différence entraîne un fort contraste de viscosité et un contact par des contours diffus, ou à un magma plus basique que l'encaissant et dont la cristallisation fractionnée produit des blocs à contours nets.

## Processus pétrogénétiques
Les enclaves sont les témoins de processus pétrogénétiques affectant les magmas, notamment les phénomènes de contamination-assimilation.
On peut observer des orientations (litage, schistosité) dans les enclaves de bordure d'encaissant alors que d'autres sont des marqueurs des fluidalités de la roche qui les entoure, témoignant du comportement fluide des enclaves lors de la mise en  place du magma.
La présence de roches magmatiques basiques enclavées dans le granite prouve la participation d'un magma d'origine mantellique (intrusion basique) dans la genèse de ce granite : l'apport de matériel basique ou intermédiaire chaud (plus de 1 000 °C, à 40 km de profondeur en moyenne) provoque en effet une fusion partielle de la croûte continentale, dont la température de fusion est plus basse (environ 700 °C). Le contraste de viscosité entre le magma acide et basique entraîne le développement de poches qui, après refroidissement, forment les enclaves sombres et qui peuvent comporter en inclusion des xénocristaux extraits du magma acide.

## Recherche
Plusieurs travaux, tels que la co-solidification d'enclaves dans leur encaissant,, la forme des enclaves déformées dans un état suffisamment mou avec l'encaissant, ont fourni des preuves de l'existence de mélange de magma expliquant l'évolution chimique des magmas par différenciation.

## Galerie

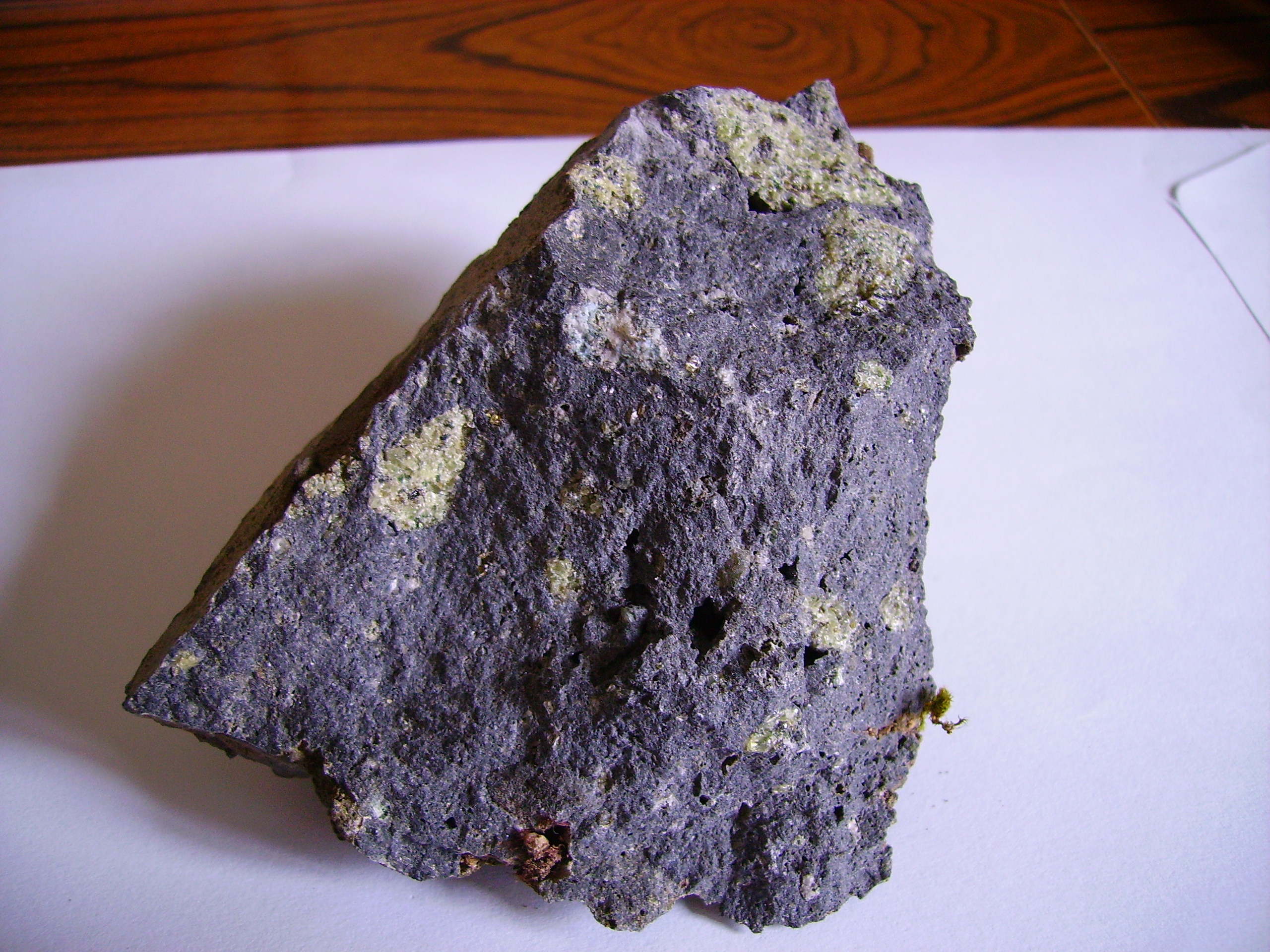
Basalte à xénolithe de péridotite (Ray Pic, Ardèche, France).
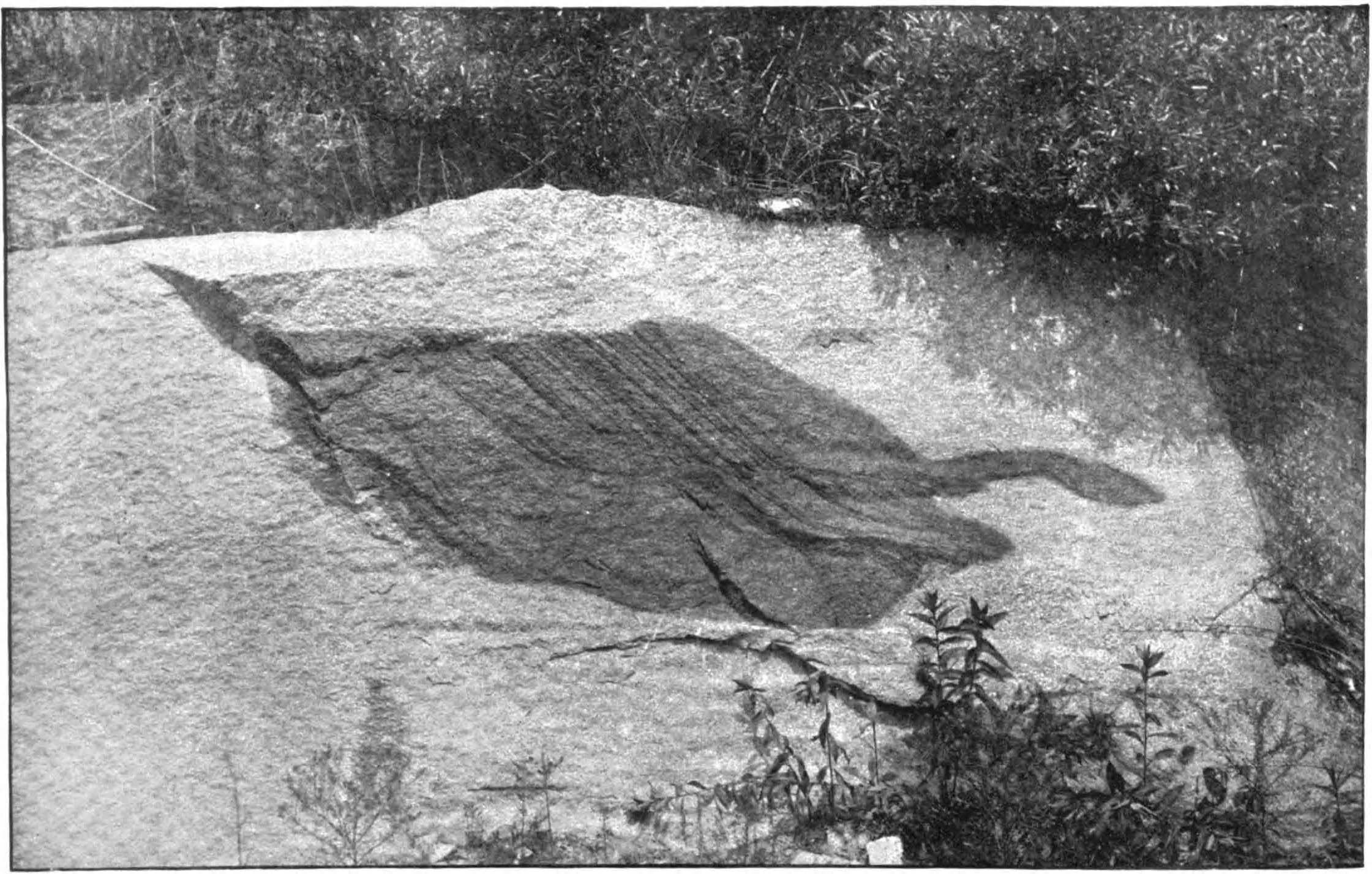
Xénolithe de gneiss dans un monzogranite.
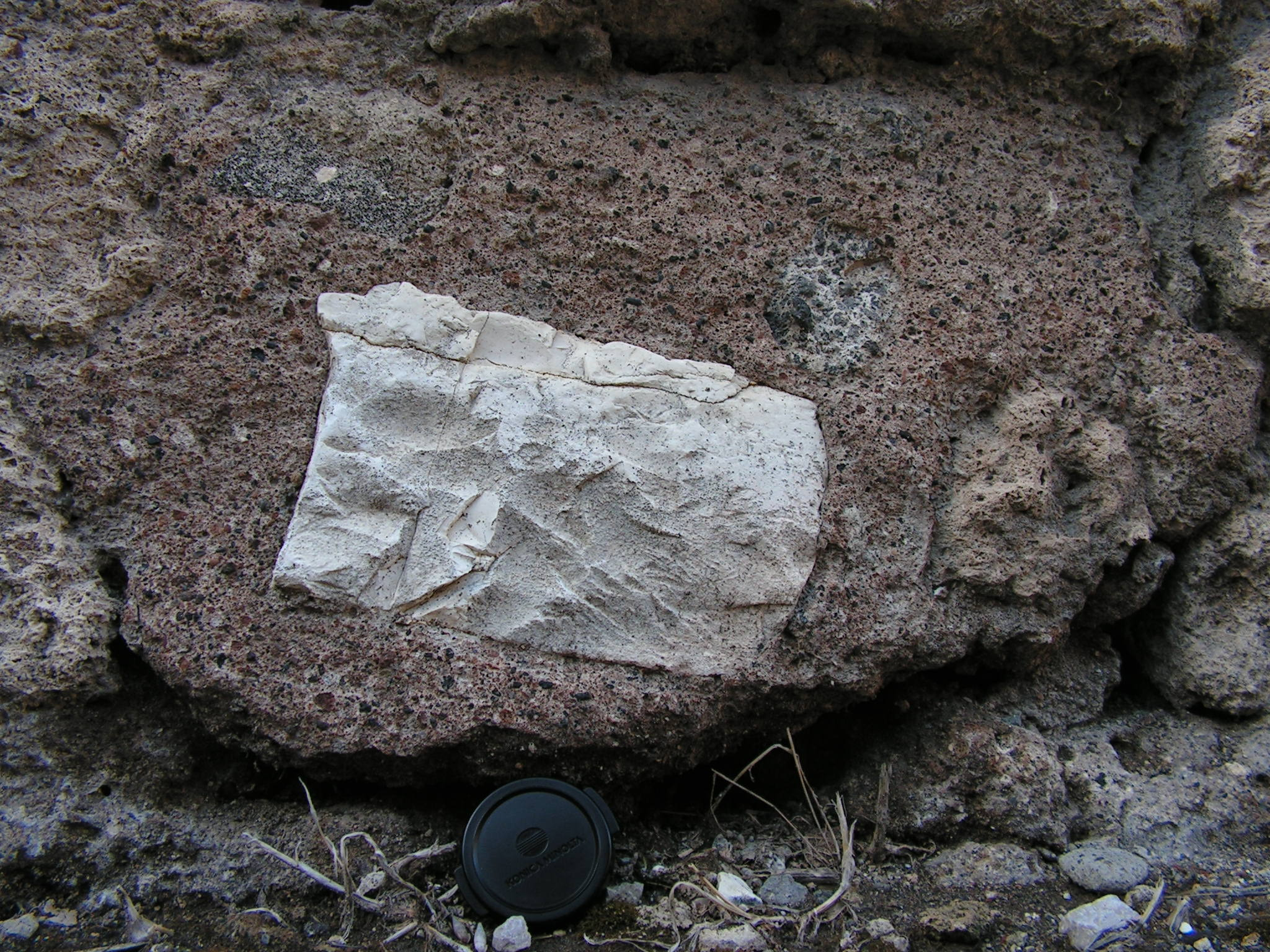
Xénolithe de gabbro dans un granite.
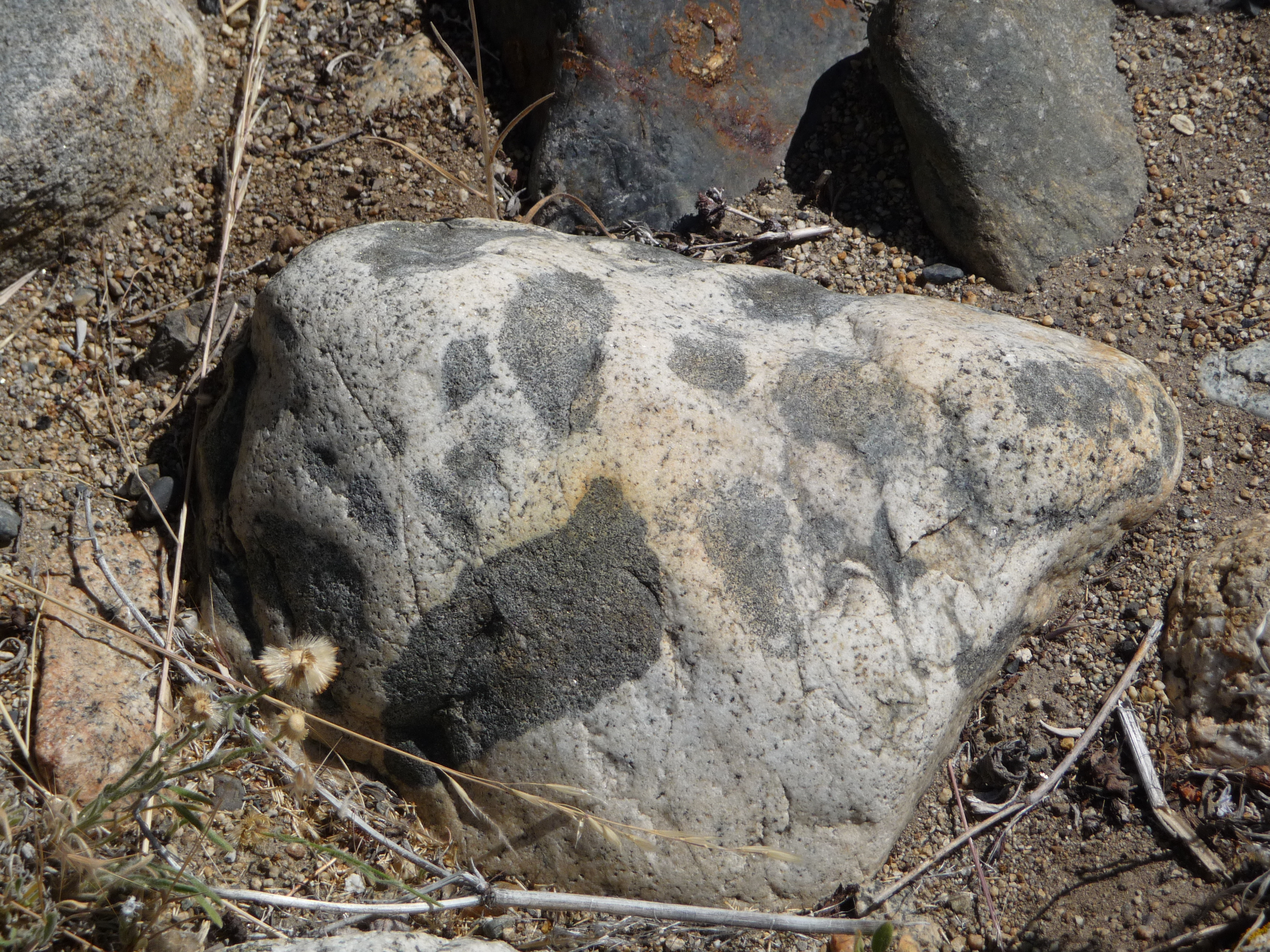
Enclaves arrondies de roche basique dans un granite, témoin d'un mélange (ou hybridation) de magmas[10].
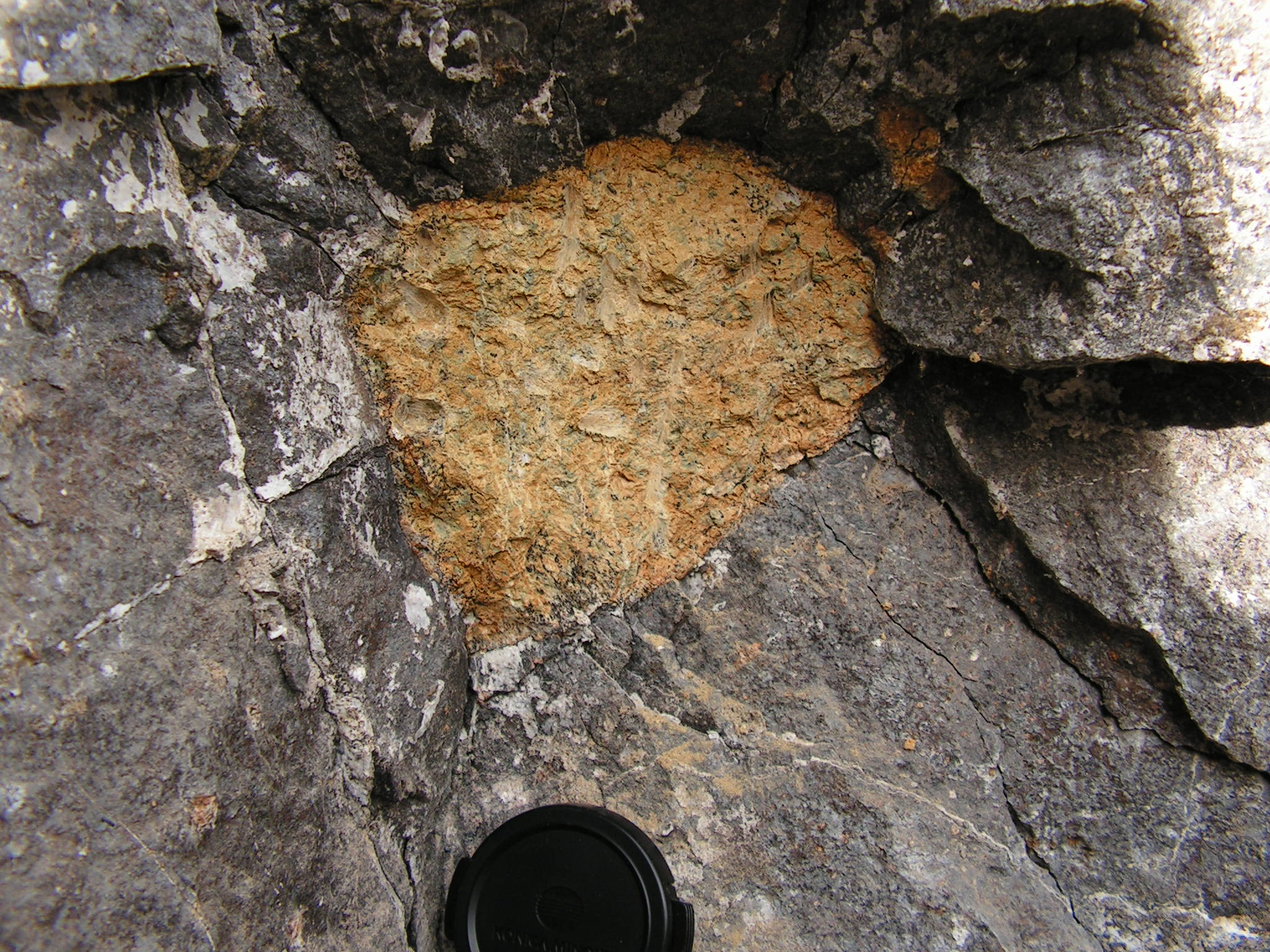
Lave néphélinite (grise) contenant une enclave de péridotite (jaune).
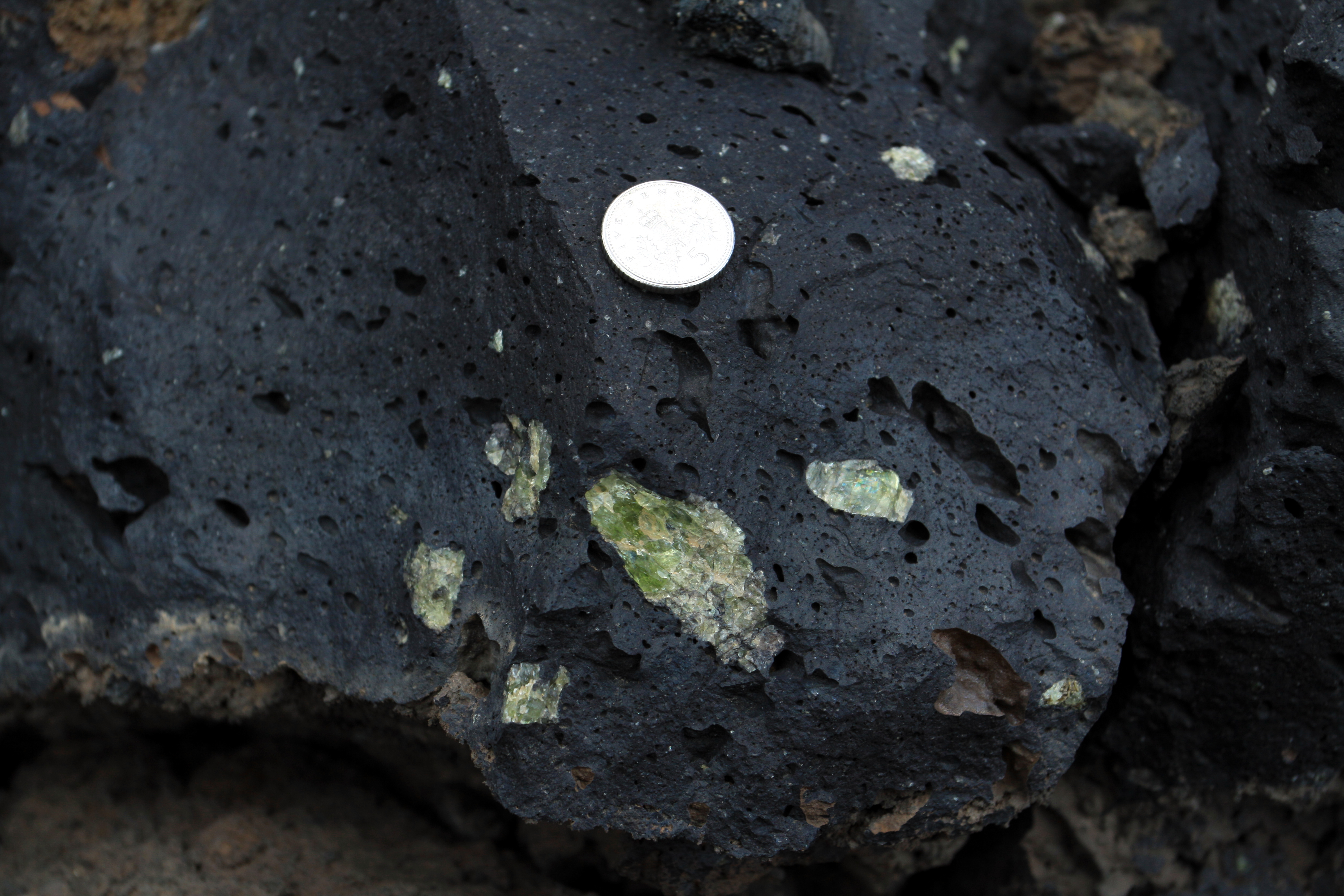
Nodule de péridotite[11] arraché dans le manteau supérieur par le basalte en ascension dans des fissures intra-mantelliques.